# Creuzier-le-Vieux
 Creuzier-le-Vieux  là một xã ở tỉnh Allier thuộc miền trung nước Pháp.